# Prospero Albrici
Prospero Albrici, auch Prospero Albrizzi (* 18. März 1822 in Poschiavo; † 14. Dezember 1883 ebenda), war ein Schweizer Jurist, Weinhändler und Politiker (Liberaler).

## Leben
Prospero Albrici entstammte der Familie Albrizzi und war der Sohn des Angestellten Bernardo Albrici.
Er war mit Luigia (geb. Patrizi), aus dem italienischen Ponte im Veltlin, verheiratet; gemeinsam hatten sie zwei Kinder.

## Werdegang
Prospero Albrici besuchte die Dorfschule und darauf die katholische Schule Collegio Gallio in Como, bevor er an das Jesuitenkolleg nach Freiburg im Breisgau kam.
Er immatrikulierte sich zu einem Studium der Rechtswissenschaften an der Universität Pavia und setzte das Studium später an der Universität Zürich fort.
Nach Beendigung des Studiums war er als Weinhändler und als Postmeister und Postpferdehalter in Poschiavo tätig.
Von 1849 bis 1851 war er Richter im kantonalen Appellationsgericht und wurde 1853 Präsident des Bezirksgerichts.
Gemeinsam mit Gaudenzio Olgiati (1836–1892) übersetzte er das Bündner Zivilgesetzbuch ins Italienische.

## Politisches und gesellschaftliches Wirken
Prospero Albrici war ein Vertreter des liberal-radikalen ländlichen Bürgertums mit starker Verwurzelung in Italienischbünden.
Er begann 1847 mit seiner politischen Karriere. Von 1847 bis 1848, von 1849 bis 1851, von 1853 bis 1854, von 1858 bis 1859, von 1869 bis 1870 sowie von 1873 bis 1874 und von 1878 bis 1879 war er im Bündner Grossen Rat vertreten; in dieser Zeit war er 1848 bis 1849 und 1851 Podestà und 1849 und 1859 Mitglied in der Standeskommission.
Von 1864 bis 1865 und 1876 war er im Kleinen Rat und vom 7. Juli 1873 bis zum 1. Juli 1874 Ständerat.
Er war ein Förderer des Theaters in Poschiavo, das 1852 gegründet worden war.